# 2012 en Algérie
Chronologie de l’Algérie
- 2008
- 2009
- 2010
- 2011
- 2012
- 2013
- 2014
- 2015
- 2016

Cet article présente les faits marquants de l'année 2012 en Algérie ou relatifs à l'Algérie; datation selon le calendrier grégorien.

## Événements
- 11 avril : décès d'Ahmed Ben Bella, ancien président de l'Algérie.
- 28 avril : raid djihadiste sur Tin Zaouatine pendant la guerre du Mali. C'est une attaque du groupe djihadiste du MUJAO le 28 avril 2012 sur Tin Zaouatine, située sur la frontière entre le Mali et l'Algérie. Les islamistes sont aussitôt attaqués par l'armée algérienne déployée aux frontières.
- 10 mai : élections législatives de 2012 en Algérie pour élire les 462 députés de l'Assemblée populaire nationale de l'Algérie[1].
- 19-20 décembre : le président français François Hollande est en visite officielle en Algérie[2].

## Sports
- Algérie aux Jeux olympiques d'été de 2012

### Basket-ball
- Championnat d'Algérie de basket-ball 2011-2012
- Championnat d'Algérie de basket-ball 2012-2013
- Coupe d'Algérie de basket-ball 2011-2012
- Coupe d'Algérie de basket-ball 2012-2013

### Cyclisme
- Tour d'Algérie 2012

### Football
- Équipe d'Algérie de football en 2012
- Championnat d'Algérie de football 2011-2012
- Championnat d'Algérie de football 2012-2013
- Championnat d'Algérie de football de deuxième division 2011-2012
- Championnat d'Algérie de football de deuxième division 2012-2013
- Championnat d'Algérie de football de troisième division 2011-2012
- Championnat d'Algérie de football de troisième division 2012-2013
- Coupe d'Algérie de football 2011-2012
- Coupe d'Algérie de football 2012-2013
- Saison 2011-2012 de l'USM Alger
- Saison 2012-2013 de l'USM Alger

### Volley-ball
- Équipe d'Algérie féminine de volley-ball en 2012

## Culture

### Cinéma
- Normal !', film du réalisateur algérien Merzak Allouache sorti en 2012. Il a remporté le Prix du meilleur film au festival du film de Doha Tribeca.
- Le Repenti (التائب, El taaib en arabe), film dramatique algéro-français réalisé par Merzak Allouache, sorti en 2012.
- Zabana ! (زبانا !), film algérien réalisé par Saïd Ould Khelifa, sorti en 2012. Ce long-métrage, raconte l'histoire d'Ahmed Zabana, héros de l'indépendance algérienne.

## Naissances en 2012
- Naissance en Algérie en 2012

## Décès en 2012
- Décès en Algérie en 2012